# Reinhold Fanz
Reinhold Fanz, né le 16 janvier 1954 à Mannheim en Allemagne, est un footballeur allemand devenu entraîneur.

## Biographie

### Carrière de joueur
Fanz joue 70 matches de Bundesliga (pour 3 buts inscrits) et 116 matches de Bundesliga 2 (pour 13 buts). 
Après avoir joué au niveau amateur, il est transféré en 1974 au FC Heilbronn, en Bundesliga 2, qui est relégué dès l'année suivante. Il rejoint ensuite le Wuppertaler SV, puis le Fortuna Düsseldorf, club où il fait ses débuts en Bundesliga, le 12 août 1977, contre le Werder Brême (défaite 1-2). 
Après 34 matches joués dans l'élite avec le Fortuna Düsseldorf, Fanz retourne en Bundesliga 2 en 1979 sous les couleurs du Fribourg FC. Il remonte en Bundesliga avec le Karlsruher SC en 1980. Une grave blessure, survenue le 26 août 1981 lors d'un match contre l'Arminia Bielefeld, le contraint à arrêter sa carrière, non sans effectuer une dernière pige chez les amateurs du SV Sandhausen (1983-84).

### Carrière d'entraîneur

#### Équipe de Cuba de football
Fanz est désigné sélectionneur de Cuba en janvier 2008 avec pour mission de qualifier les Cubains à la Coupe du monde 2010. Néanmoins il est écarté dès octobre 2008, avant la fin du 3e tour préliminaire, au profit de Raúl González Triana, payant sans doute la défaite 6-1 de son équipe contre la Team USA, le 11 octobre 2008, suivie de la défection de Pedro Faife et Reinier Alcántara, partis s'exiler aux États-Unis le jour même.